# Ginger Smock
Ginger Smock (eigentlich Emma S. Colbert, * 4. Juni 1920; † 1995) war eine US-amerikanische Musikerin des Rhythm & Blues und Swing (Geige, auch Gesang).

## Leben und Wirken
Smock orientierte sich in ihrem Jazzviolinenspiel stilistisch an Stuff Smith, der ihr Mentor war. 1944 leitete sie in Los Angeles das Trio Sepia Tones mit der Organistin Nina Russell und der Pianistin Mata Roy. Mitte der 1940er Jahre spielte sie mit Joe Alexander und Red Callender, mit denen erste Aufnahmen entstanden. Um 1946 hatte sie Gelegenheit für Demo-Aufnahmen mit einem eigenen Quartett; außerdem nahm sie mit dem Vivien Garry Quintet (Girls in Jazz) für RCA auf. Ende des Jahrzehnts spielte sie bei Jerome Ty Parsons with His Rhythm-ites und Monette Moore (The Saleslady of Songs and Her Salesmen with The Harmony Girls).
1951 leitete sie ein Frauen-Sextett, dem auch Clora Bryant angehörte, mit dieser Band trat sie in der Show  Chicks and the Fiddle von Phil Moore auf, die bei CBS ausgestrahlt wurde. 1953 nahm sie den Titel „Strange Blues“ mit einem Septett um dem Sänger Cecil „Count“ Carter auf (u. a. mit Callender und Gerry Wiggins) und trat in der Sendung Dixie Showboat des TV-Senders KTLA auf („Blues in the Night“). Im selben Jahr nahm sie weiteres Demo-Material für RCA Victor auf (als Ginger Smock and The Jackson Brothers Orchestra). 1956 spielte sie mit Hal Jackson and The Cromatics with Jackson’s Tornadoes. 1961 entstand ihr einziges reguläres Album On the S.S. Catalina with the Shipmates and Ginger. In den 1960er und 1970er Jahren trat sie in Hotels in Las Vegas u. a. mit Sammy Davis, Jr. auf. Im Bereich des Jazz war sie zwischen 1945 und 1961 an 15 Aufnahmesessions beteiligt. Smock trat auch mit dem All City Symphony Orchestra of Los Angeles auf.
Smock war mit dem Musiker George „Hack“ Jackson (1924–2005, alias Hal Jackson) verheiratet.

## Diskographische Hinweise
- Strange Blues: The Lovely Lady With the Violin – Los Angeles Studio & Demo Recordings 1946-1958.
- Women in Jazz: All Jazz Groups Volume 1 (Stash Records, ed. 1978)